# Luchtkastelen (single)
Luchtkastelen is een single van de Nederlandse rapper Dio in samenwerking met zanger Gerson Main uit 2020. 

## Achtergrond
Luchtkastelen is geschreven door Diorno Braaf en Gerson Main en geproduceerd door Krankjoram, Gerson Main, Morgan Avenue, Jeremia Jones en Dio. Het is een nederhoplied waarin wordt teruggeblikt op de jeugd van de liedverteller. Het lied zou de titelsong moeten worden van een album van Dio, maar deze is anno 2022 nog niet uitgebracht. Luchtkastelen was het resultaat van een periode waarin Dio zich terugtrok om zijn eigen sound te herontdekken. Het lied werd uitgeroepen tot 3FM Megahit.

## Hitnoteringen
Het lied was niet erg succesvol. De Single Top 100 en de Top 40 werden niet gehaald. Het kwam tot de achttiende plaats van de Tipparade van de Top 40.